# Atilio Bernasconi
Attilio Bernasconi (Buenos Aires, 23 settembre 1905 – Orchies, 18 aprile 1971) è stato un calciatore argentino, di ruolo centrocampista.

## Carriera

### Club
Cresce nelle giovanili del Newell's.
Dopo l'esperienza con questa maglia passa al Torino, con il club italiano conta 5 presenze ed una rete segnata nell'esordio in granata avvenuto il 17 settembre 1933 nella partita Torino-Fiorentina (4-1). L'ultima partita la gioca il 19 novembre 1933 contro il Milan perdendo 4-0 in trasferta.
Dopo l'esperienza italiana passa al Rennes dove conta 6 presenze e 2 reti. Sfiorò la Coupe de France perdendo in finale contro il Marsiglia per 3-0 nella stagione 1934-1935. Con questa maglia subisce anche la retrocessione in seconda divisione francese nella stagione 1936-1937, dopo questo evento passa al Lione dove non conta nemmeno una presenza.